# Taekwondo (film, 2016)
Pour plus de détails, voir Fiche technique et Distribution.
Taekwondo est un film argentin réalisé par Marco Berger et Martín Farina, sorti en 2016.

## Synopsis
Fernando invite German un ami de son cours de taekwondo, et dont il est secrètement amoureux, à le rejoindre dans une maison de campagne où il passe une semaine de détente avec d'autres amis, tous sportifs. Ici, le réalisateur dévoile deux mondes qui s'opposent, entre celui des hétérosexuels sans pudeur, aux conversations crues sur les femmes, le sexe, et celui, retenu et attentionné, où une relation discrète s'établit entre les deux protagonistes.

## Fiche technique
- Titre : Taekwondo
- Réalisation : Marco Berger et Martín Farina
- Scénario : Marco Berger
- Musique : Pedro Irusta
- Photographie : Martín Farina
- Montage : Marco Berger
- Société de production : Oh My Gomez! Films
- Pays :  Argentine
- Genre : Comédie dramatique
- Durée : 112 minutes
- Dates de sortie : 
  -  Argentine : 18 août 2016

## Distribution
- Gabriel Epstein : Germán
- Lucas Papa : Fernando
- Nicolás Barsoff : Lucho
- Francisco Bertín : Leo
- Arturo Frutos : Maxi
- Andrés Gavaldá : Juan
- Juan Manuel Martino : Fede
- Darío Miño : Tomás
- Gaston Re : Diego
- Christian Chapi : Sebas

## Distinctions
Le film a reçu le prix du meilleur film LGBT au festival international du film de Kiev Molodist.